# Franz Hübschmann
Franz Hübschmann (* 19. April 1817 in Riethnordhausen; † 21. März 1880 in Milwaukee, Wisconsin; amerikanischer Name: Francis Huebschmann) war ein deutsch-amerikanischer Arzt und Politiker.

## Leben
Nach dem Besuch der Schule in Weimar und Erfurt studierte Franz Hübschmann an der Universität Jena Medizin und schloss sich hier 1838 dem Corps Saxonia Jena an. Das Studium schloss er 1841 als Dr. med. ab. Noch im gleichen Jahr wanderte er in die USA aus, wo er sich nach einer kurzen Zwischenstation in Boston 1842 als erster Arzt in Milwaukee niederließ. Im Amerikanischen Bürgerkrieg diente er ab 1862 im 26. Wisconsin Regiment als Regimentsarzt. Später wurde er zum Brigadearzt befördert. Er nahm an den Schlachten von Chancellorsville, Gettysburg, Chickamauga, Dallas, Kenesaw Mountains, Peach Tree Creek  und Atlanta teil.
Nach dem Bürgerkrieg wurde Hübschmann leitender Arzt von Milwaukee und später des gesamten Milwaukee County. Er hatte bei verschiedenen medizinischen Einrichtungen Ämter inne. 1870 wurde er zum Vizepräsidenten der Medizinischen Vereinigung von Milwaukee gewählt.
Hübschmann war in erster Ehe mit einer Tochter von D. Upmann, die 1849 an Cholera starb, verheiratet. 1852 heiratete er in zweiter Ehe eine Tochter von John Hess.

## Politik und Gesellschaft
1844 wurde Hübschmann Präsident und Sekretär der German Democratic Association of Milwaukee. Er war Mitglied der verfassungsgebenden Versammlung von Wisconsin. Seinem Eintreten für die politische Gleichberechtigung der Einwanderer war es zu verdanken, dass in der Verfassung verankert wurde, dass jede Person nach Vollendung des 21. Lebensjahres Wahlrecht hatte, wenn sie wenigstens ein Jahr im Staat gelebt hatte und die Absicht erklärt hatte, Bürger zu werden. Diese Regelung hatte bis 1912 Gültigkeit.
1848 und 1852 war er presential elector. 1853 wurde er von Präsident Franklin Pierce für vier Jahre zum Leiter der Indian affairs des northern district, zu dem die Staaten New York, Michigan, Wisconsin und Minnesota gehörten, ernannt. Von 1851 bis 1852 war er Mitglied der Stadtversammlung und von 1852 bis 1862 Ratsherr von Milwaukee. 1860 amtierte er als kommissarischer Bürgermeister der Stadt. Zwischen 1871 und 1872 gehörte er als demokratischer Abgeordneter dem Senat von Wisconsin an.
Von 1843 bis 1851 war er Schulbeauftragter von Milwaukee. 1851 war er Mitgründer der University School of Milwaukee. Er war Gründungsmitglied der Milwaukee Musical Society.

## Auszeichnungen
Das Corps Saxonia Jena ernannte ihn zum Ehrenmitglied.